# Malaja Višera
Malaja Višera (rusky Малая Вишера) je město v Novgorodské oblasti v Ruské federaci. Při sčítání lidu v roce 2010 měla přes dvanáct tisíc obyvatel.

## Poloha a doprava
Malaja Višera leží na říčce Malé Višerce, zdrojnici Višery v povodí Volchova. Od Novgorodu, správního střediska oblasti, je vzdálena přibližně pětasedmdesát kilometrů severovýchodně.
Od roku 1851 přes Malou Višeru vede železniční trať Petrohrad–Moskva. Zdejší nádraží je vzdáleno přibližně 162 kilometrů od Petrohradu a přibližně 490 kilometrů od Moskvy.

## Dějiny
Malaja Višera vznikla v roce 1843 v souvislosti se stavbou železniční trati z Petrohradu do Moskvy. Pojmenována byla podle řeky.
Městem je Malaja Višera od roku 1921.
Za druhé světové války byla Malaja Višera obsazena 24. října 1941 německou armádou a dobyta zpět Rudou armádou 20. listopadu 1941 v rámci bitvy o Tichvin.